# Буцинь
Буцинь (до 2017 року — Буцин) — село в Україні, у Дубівській сільській громаді Ковельського району Волинської області. Населення становить 1 181 особу.

## Географія
Село розташоване на правому березі річки Вижівки.

## Історія
На 1897 рік у Буцині мешкало 1304 особи (636 чоловіків та 668 жінок), з них православних — 1258.
У 1906 році село Седлищенської волості Ковельського повіту Волинської губернії. Відстань від повітового міста 20 верст, від волості 4. Дворів 206, мешканців 1362.

## Населення
Згідно з переписом УРСР 1989 року чисельність наявного населення села становила 1257 осіб, з яких 603 чоловіки та 654 жінки.
За переписом населення України 2001 року в селі мешкало 1168 осіб.

### Мова
Розподіл населення за рідною мовою за даними перепису 2001 року:
| Мова       | Відсоток |
| ---------- | -------- |
| українська | 99,49 %  |
| російська  | 0,51 %   |

## Відомі люди
- Тарасюк Богдан Володимирович (1990—2014) — солдат Збройних сил України, учасник російсько-української війни.

## Галерея

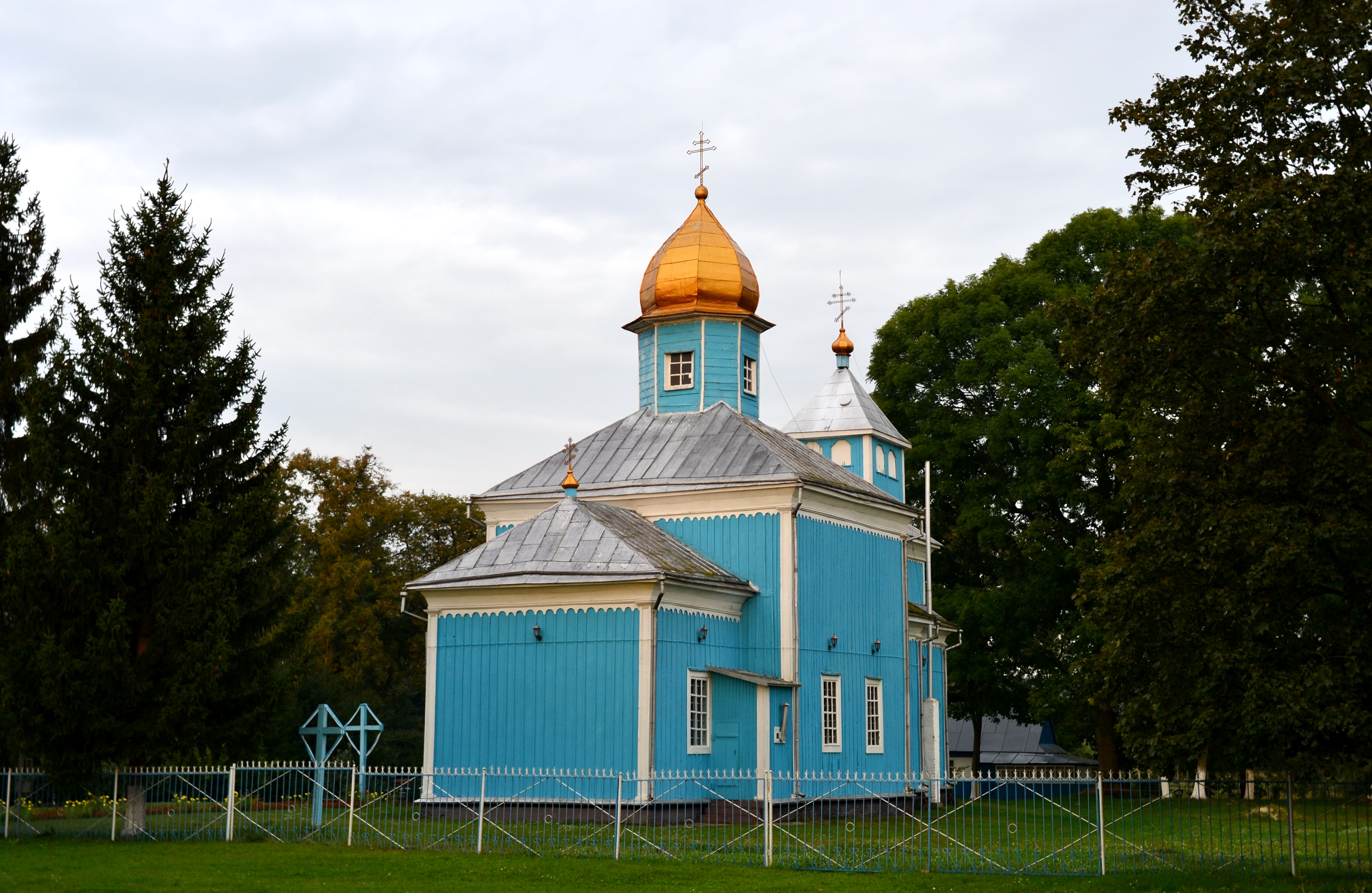
Казансько-Богородична церква (1864 рік)
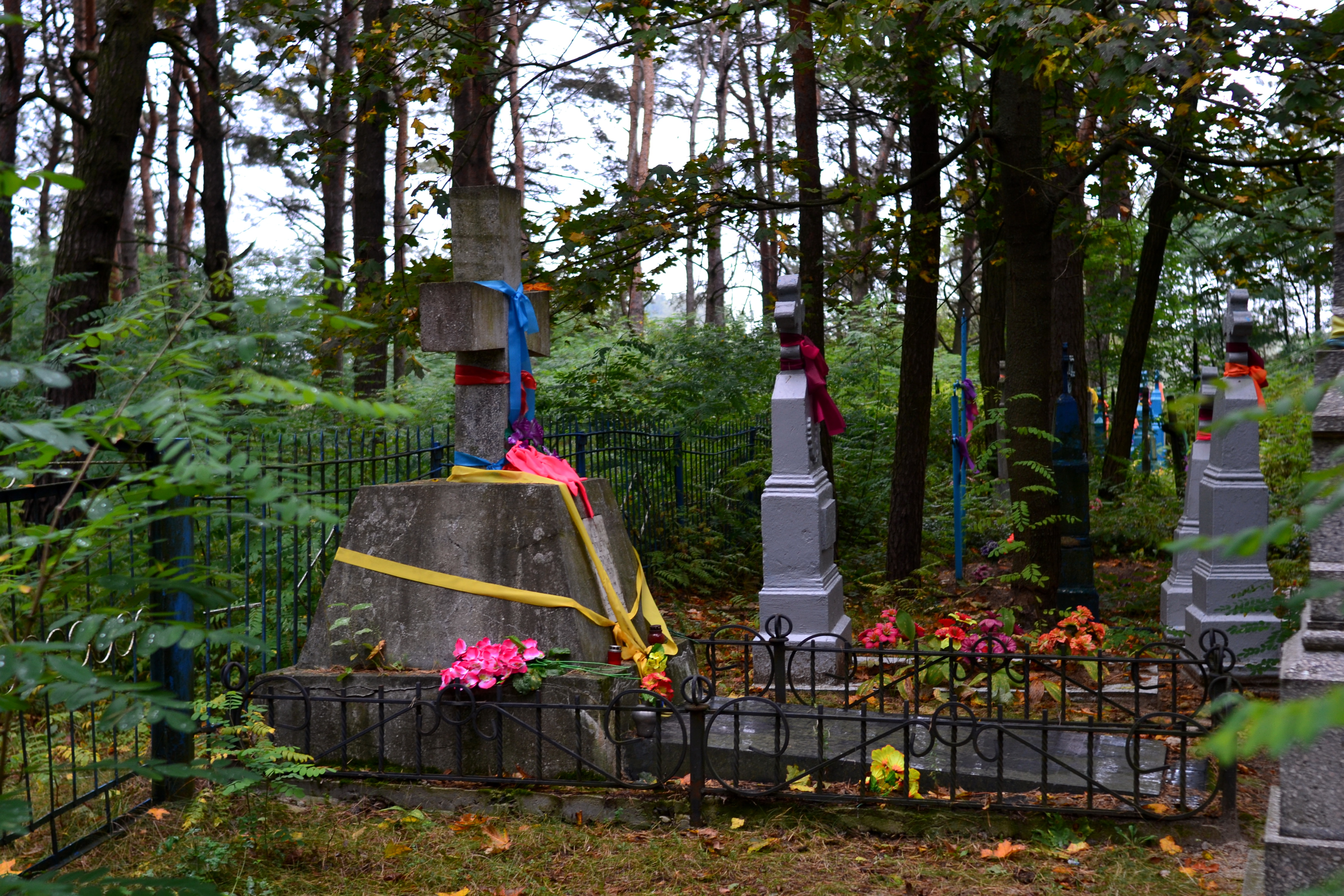
Пам’ятник “Борцям за волю України” над могилою братською 26 воїнів УПА
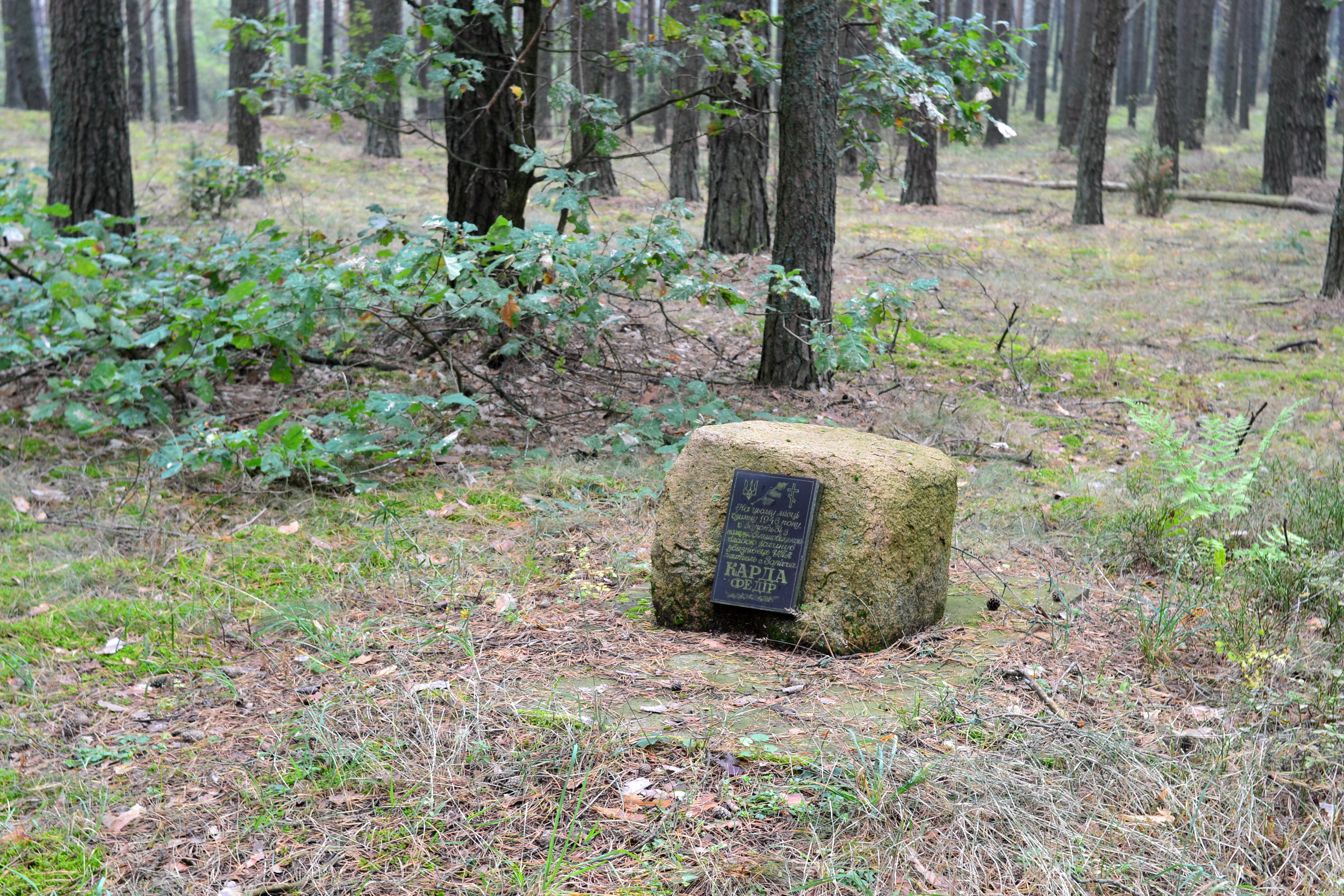
Пам’ятний знак воїну УПА Карда Федору